# Astyochia emphanes
Astyochia emphanes là một loài bướm đêm trong họ Geometridae.